# 汪国真
汪国真（1956年6月22日—2015年4月26日），中国大陆现代诗人，工作于中国艺术研究院。祖籍福建省厦门市集美区，生于北京。毕业于暨南大学中文系。曾经做过工人。1985年开始进行诗歌的创作。1990年开始出版诗集。第一部诗集为《年轻的潮》，以后又出过多部诗集。1990年開始，汪國真擔任《遼寧青年》《中國青年》《女友》的專欄撰稿人，掀起一股“汪國真熱”。
汪国真作品的特点是主题积极向上，纯真而超脱。而同时被认为缺少对于世界和情感的真切感悟。最近更因其作品缺少对现实的关注，被建议“做除了写诗以外的任何事，多关注关注社会，回过头来再写诗，或许还能有点看头”。
2015年4月26日凌晨两点十分，汪国真因肝癌于北京301医院逝世。4月30日，遺體告別儀式在北京八寶山殯儀館舉行。

## 主要作品
- 《年轻的潮》(1990)
- 《汪国真诗文系列》(1993)
- 《汪国真经典诗文》(2008)
- 《年轻的潮》
- 《年轻的思绪》
- 《热爱生命》
- 《雨的随想》
- 《如果生活不够慷慨》
- 《跨越自己》
- 《挡不住的青春》
- 《只要明天还在》
- 《青春在路上——汪国真新诗精选》